# Včelí jed

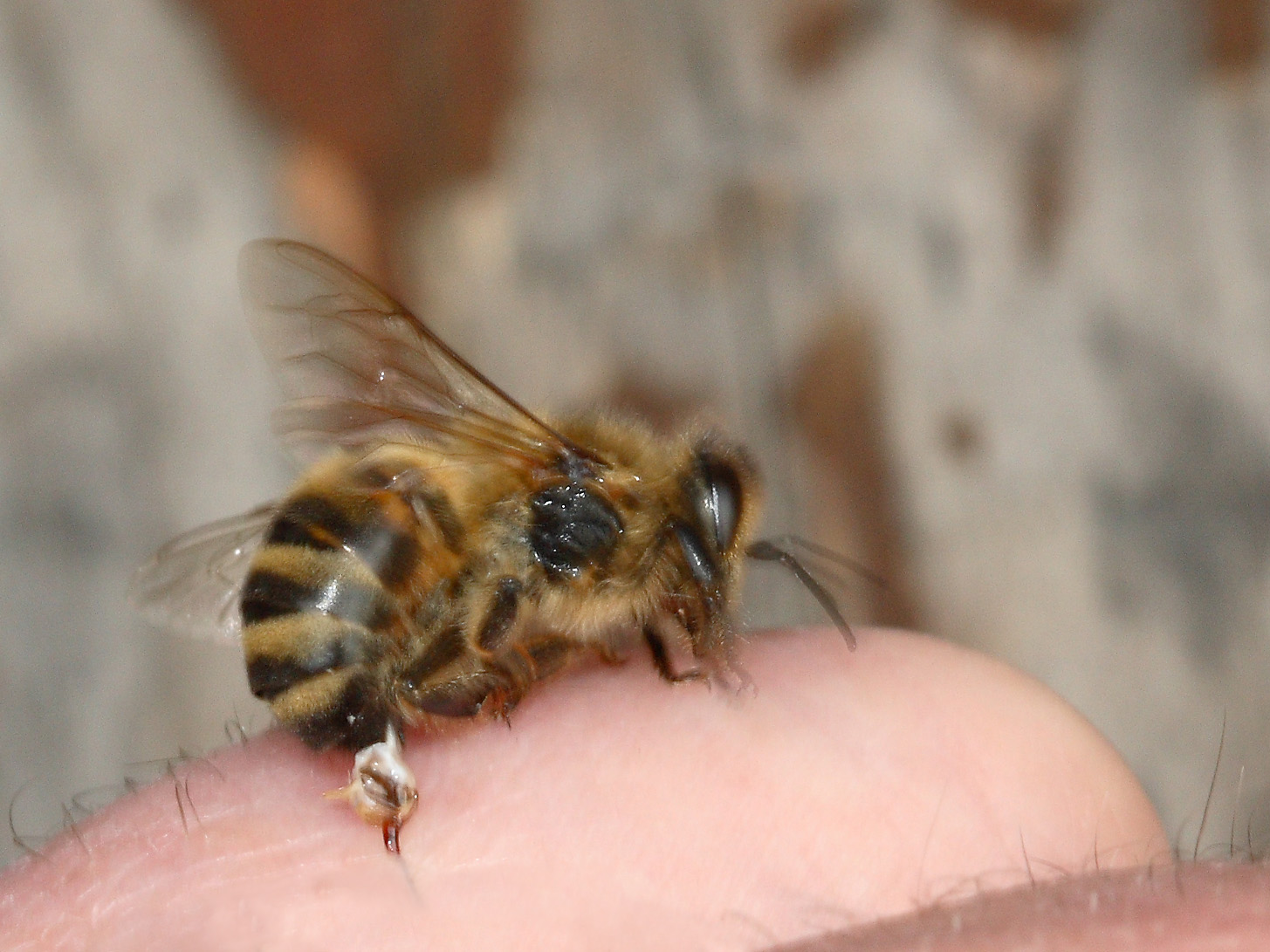
Včela s vytrženým žihadlem

Včelí jed je látka produkovaná jedotvornou žlázou včelích dělnic. Včelí dělnice bránící včelstvo před vetřelcem pomocí žihadel vpravují do těla nepřítele jed, čímž vetřelce usmrtí, paralyzují či alespoň odhánějí v závislosti na velikosti a tím i odolnosti nepřátelského organismu. Jed vytváří i včelí matka, ale používá jej jen při souboji s jinou matkou. Trubci žihadlo postrádají a nemohou bodnout.

## Složení a účinky
Včelí jed je bezbarvá kapalina charakteristické vůně a kyselé chuti. Obsahuje následující sloučeniny:
Biogenní aminy:
- histamin, dopamin, noradrenalin

Polypeptidy
- melitin (50 % sušiny) poškozuje červené i bílé krvinky
- apamin (3 % sušiny) zásaditý peptid silně působící na nervovou soustavu
- MCD peptid narušuje činnost buněčných membrán

Enzymy
- fosfolipáza A i B (14 % sušiny) způsobuje hemolýzu
- hyaluronidáza (2 % sušiny)

Účinky uvedených složek působí na nervovou soustavu, snižují krevní tlak, rozkládají červené krvinky. U citlivých osob mohou způsobit horečkovitý stav nebo anafylaktický šok. Všechny složky včelího jedu  synergují.

## První pomoc
V místě, kde do těla proniklo včelí žihadlo, vzniká za pocitu ostré bolesti otok. Zabodnuté žihadlo se odstraňuje vyškrábnutím nehtem; nikoliv vytahovat žihadlo za vyčnívající konec prsty nebo pinzetou. Došlo by k nežádoucímu vytlačení zbytků jedu do rány z jedového váčku na vytrženém žihadle. Místo vpichu se ochladí. Slabý otok kolem ranky je normální. Velké otoky, změna barvy kůže, nevolnost, poruchy oběhového systému nebo dušnost jsou příznaky alergické reakce. V takovém případě nutno zajistit okamžitou lékařskou pomoc.
Jsou zaznamenány případy, kdy včela žihadlem zasáhla přímo cévu jinak odolného včelaře. I ten pak upadne do kratšího bezvědomí.
Na účinky včelího jedu je nejcitlivější samotná včela. V souboji s loupežícími jedinci vlastního druhu nebo s vosami na rozdíl od útoku na savce může včela bez obtíží své žihadlo z chitinového krunýře opět vytáhnout a mnohonásobně použít.

## Toxicita pro člověka
Pro zdravého dospělého člověka představuje smrtelné riziko bodnutí (index LD50) asi 700 žihadel. Pro malé dítě to může být již 90 žihadel. Počet žihadel se může lišit.